# Épidémie de peste de 1920 à Paris
L'épidémie de peste de 1920 à Paris, aussi appelée peste des chiffonniers est une épidémie de peste bubonique qui a touché les faubourgs pauvres et la banlieue de la capitale en mai 1920. Pour ne pas alarmer le public, la maladie est appelée par les autorités « maladie no 9 ». 
Dernière épidémie de peste à Paris et première depuis plus de trois siècles, elle est vite circonscrite grâce à une bonne prise en charge et aux découvertes récentes sur la transmission de la maladie. 
L'épidémie fait 34 morts. Elle donne lieu à un regain de l'antisémitisme dans une partie du monde politique, les familles juives des quartiers pauvres étant accusées de propager la maladie. 

## Contexte

### Épidémies précédentes
La dernière menace de peste à Paris, une conséquence de la grande peste de Londres de 1665, s'achève en 1669. Une épidémie de peste à petite échelle a lieu à Marseille en 1919 : ce foyer est tenu secret, l'épidémie de choléra de 1884 ayant mené à la fermeture du port et à de graves conséquences économiques.  
Quelques cas de la maladie sont signalés à la fin de la Première Guerre mondiale. Le premier cas, en décembre 1917 à Levallois-Perret, en rapport avec des péniches apportant du charbon d'Angleterre du Havre à Paris, s'inscrit dans le cadre de la troisième pandémie de peste ou peste de Chine,.  

### Contexte géographique

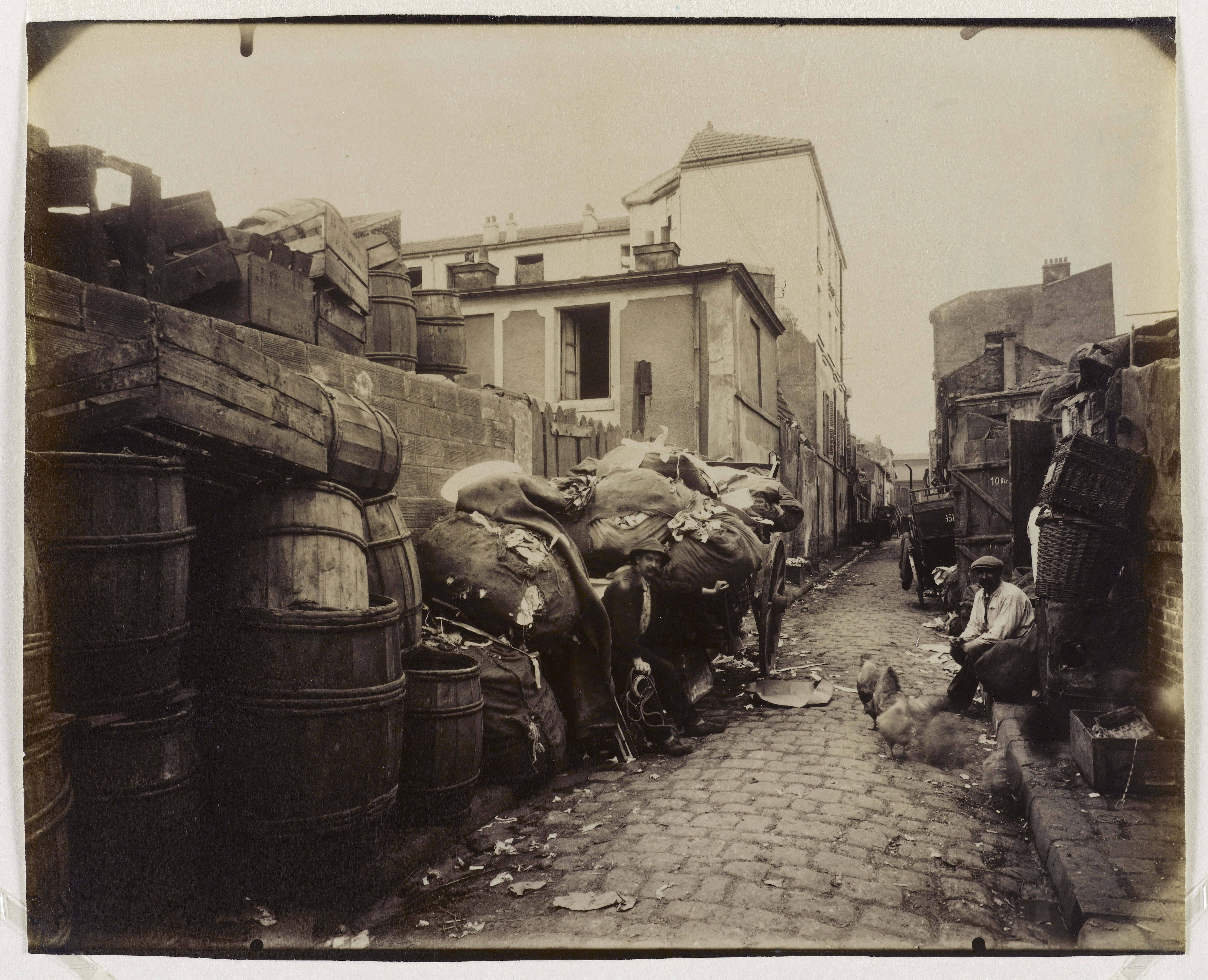
Porte d'Asnières, passage Trébert, dans la Zone.

La région de la Zone, à Paris, est un grand bidonville insalubre où les rats pullulent et où on compte plus de 100 000 personnes, pour la plupart installées en raison de l'augmentation des loyers au début du siècle. Dès les premières épidémies de choléra du XIXe siècle, les pouvoirs publics militent pour l'éradication des habitats insalubres du quartier, estimant qu'ils posent un problème de santé mais aussi de criminalité, puisque la prostitution et le banditisme y sont communs.  

### Recherches médicales
Le ministère de l'Hygiène, de l'Assistance et de la Prévoyance sociale est créé en juillet 1920. Auparavant, la direction de l'Assistance et de l'Hygiène publique dépend du ministère de l'Intérieur et la direction de la Prévoyance sociale est rattachée au ministère du Travail.  
À l'institut Pasteur, Albert Calmette identifie le bacille de la peste en 1894. En 1898, Paul-Louis Simond découvre comment les puces du rat transmettent la peste aux humains. En 1920, Calmette est sous-directeur de l'institut Pasteur et à la tête du comité technique du ministère de l'hygiène et a déjà élaboré un sérum antipesteux. Ce sérum est un vaccin qui entraîne une fièvre de quelques heures et est efficace six mois après l'injection ; il doit être renouvelé quotidiennement jusqu'à la disparition de tout symptôme.  

## Déroulement

### Arrivée en France
La nouvelle vague de la peste bubonique arrive en France en 1920. Le ministre de l'Hygiène de l'époque, Jules-Louis Breton, affirme que « la peste bubonique était arrivée à Paris en 1917, par un bateau venant des Indes qui contenait des rats malades. Il apportait du charbon d'Angleterre, remonta la Seine depuis Le Havre et accosta à Levallois ». Or, un navire de mer allant jusqu'aux Indes ne peut aller qu'à Rouen. Il est donc plus probable que le bateau vienne d'Angleterre ou, plus vraisemblable encore, qu'il y ait eu transbordement du charbon au Havre.
Des rats pesteux quittent le navire et commencent à contaminer les environs. Des habitants du quartier du port de Levallois remarquent un grand nombre de rats morts.
Le 9 mai 1920, un enfant et son père vivant dans un bidonville de Clichy, dans la Zone, sont pris de frissons et de vomissements. Cinq jours plus tard, l'enfant est admis à l'hôpital Bretonneau pour un malaise avec perte de connaissance et un bubon dans l'aisselle droite. L'enfant meurt de septicémie le 15 mai. Le lendemain, son père meurt à l'hôpital Beaujon après avoir été opéré d'urgence d'un abcès à l'aisselle. Les médecins pensent d'abord à une septicémie à streptocoque. Le pédiatre Louis Guinon, qui a étudié le cas de l'enfant, demande à la cheffe du laboratoire, Yvonne de Pfeffel, de vérifier le bubon. Elle reconnaît des similarités avec un cas qu'elle a rencontré en 1917, ce qui lui permet d'affirmer qu'une épidémie de peste sévit à Paris au moins depuis 1917.

### Épidémie
La préfecture de police demande alors au docteur Édouard Joltrain, son médecin inspecteur des épidémies, et au médecin de l'institut Pasteur Édouard Dujardin-Beaumetz, de procéder à l'enquête épidémiologique,.
Le 18 juin 1920, Joltrain visite une famille habitant à Clichy, dont le père et l'enfant sont morts de la peste bubonique. Il examine la veuve et découvre qu'elle est malade et porte un bubon dans l'aine. La patiente déclare que tout a commencé le jour de l'enterrement de son fils et de son mari. Le rôle de la veillée aux morts dans les contaminations ayant été établi pendant l'épidémie de Marseille en 1720, Joltrain fait identifier les autres personnes présentes à l'enterrement, dont un neveu soldat à Lons-le-Saunier et retrouvé avec un cas de peste ambulatoire à l'hôpital du Val-de-Grâce. Un autre médecin rapporte deux cas, Andréa L. et Robert B. à Levallois-Perret. Ils ont respectivement été contaminés par un rat et des puces.

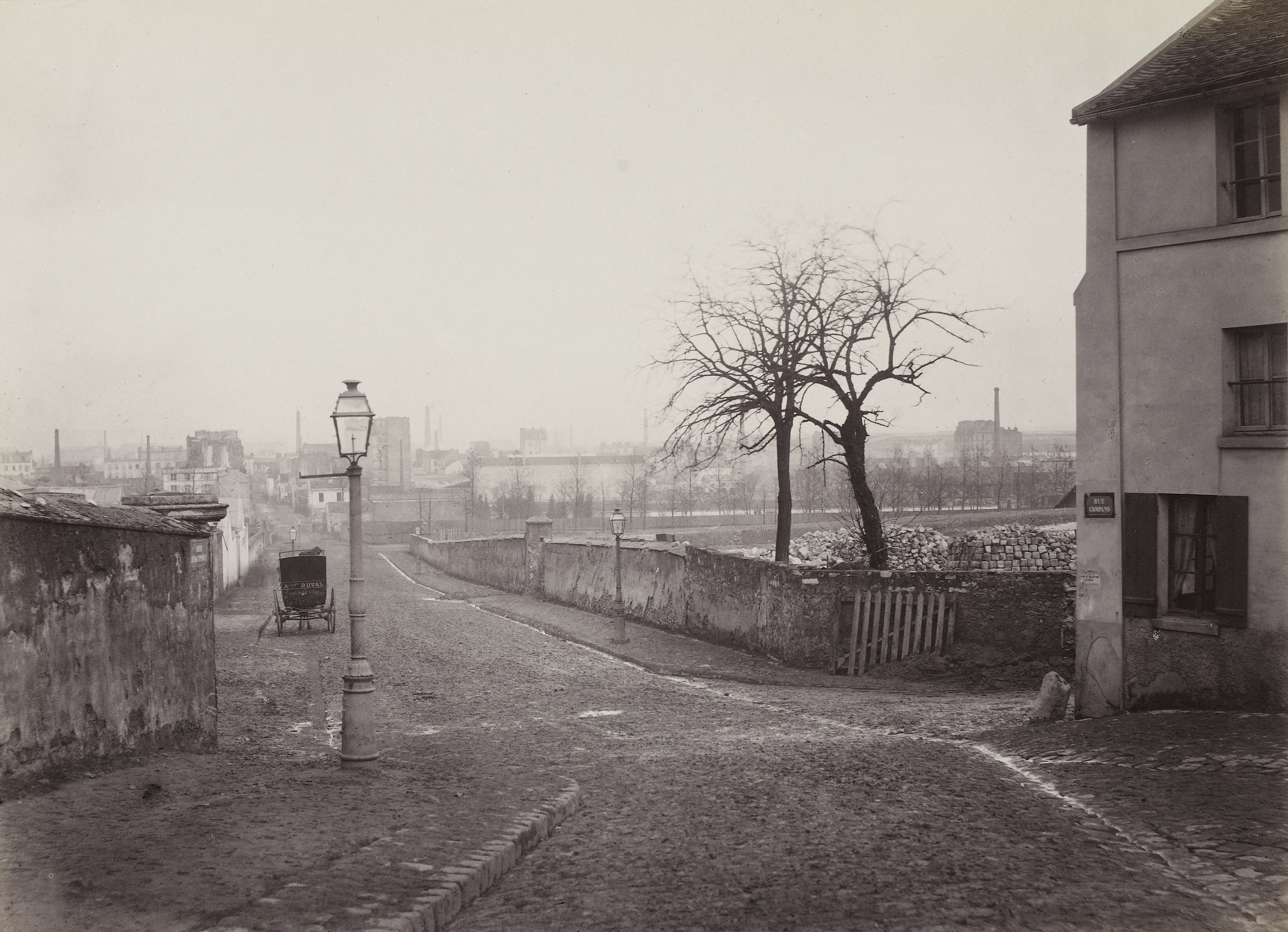
Rue d'Hautpoul vers 1877.

Le 5 août 1920, à l'hopital Tenon, une autopsie permet la découverte d'un foyer de quatorze malades au 44 rue d'Hautpoul, dans le 20e arrondissement de Paris. Joltrain y trouve et soigne sept cas, puis découvre sept nouveaux cas parmi des gens ayant assisté à la veillée aux morts de la famille autopsiée début août. Une petite fille meurt à Aubervilliers, ayant été en contact avec des habitants de la cité d'Hautpoul bien qu'elle ne s'y soit pas rendue elle-même. Chez les voisins, une jeune femme enceinte tombe malade en même temps que sa mère, après la mort de sa sœur et de son père. Elle guérit mais son enfant est mort-né. Les médecins retrouvent de très nombreuses puces dans le logement et constatent que toutes les personnes passées par le 44 rue d'Hautpoul ont souffert de la peste.
En août 1920, on compte 27 cas de peste dont 14 mortels. L'épidémie s'étend vers Saint-Ouen avec quatre cas dont un mortel, le même nombre à Bagnolet, un mort et six guéris à Pantin et un mort à Clichy. Tous ces lieux ont pour point commun qu'ils abritent des entrepôts de chiffons. Les rats y vivent dans un grand confort, utilisant les tissus pour construire leur nid et trouvant de la nourriture abondante dans les ordures. Les chiffonniers, pauvres et souvent fiers, se méfient beaucoup des médecins et refusent de les voir ou d'aller à l'hôpital même s'ils présentent des symptômes et que leurs proches sont morts.

### Mesures politiques
À l'été 1920, Albert Calmette distribue une lettre confidentielle à tous les médecins et à l'ensemble des équipes sanitaires mobiles de Paris, en 8000 exemplaires. Il leur décrit les symptômes de la peste, leur enjoint de porter un masque et des lunettes pour tout examen, d'injecter du sérum antipesteux à tous les malades potentiels et de leur imposer l'isolement. Le sérum est fourni gratuitement par les mairies et les commissariats de Paris.
Pour garder la maladie confidentielle et éviter d'alarmer le grand public, les autorités ne parlent pas de peste mais de « maladie no 9 ». La presse affirme d'abord que ce numéro est celui du pavillon de l'hôpital de banlieue où ont été hospitalisés les premiers malades. Il s'agit en réalité du numéro d'ordre des maladies dans le catalogue du ministère de l'hygiène, qui recense treize maladies contagieuses dont la déclaration est obligatoire,.
En septembre 1920, un homme vivant à Clignancourt est diagnostiqué positif. Il permet de retracer un nouveau foyer épidémique dans une maison délabrée du 17e arrondissement de Paris. La maladie s'étend dans le dix-huitième et le vingtième arrondissements. Émile Roux se déplace en personne pour encourager une grande campagne de vaccination dans la région parisienne.
Tant que les autorités n'admettent pas officiellement la maladie, Albert Calmette et les médecins ne peuvent pas imposer de mesures coercitives aux malades. Or, ils sont menacés par une possible mutation de la peste bubonique en une peste pulmonaire beaucoup plus dangereuse et contagieuse. Le 30 août 1921, un an après le début de l'épidémie, Reine Boileau, une lingère de 32 ans, meurt de la peste et semble avoir eu un cas de peste pulmonaire. Elle est contaminée en allant dans la cave de son imeuble au 117 avenue de Clichy, où les rats morts s'amoncellent. L'immeuble est désinfecté après sa mort et il s'agit du seul cas identifié de mutation.

### Fin de l'épidémie
Le 15 septembre 1920, Albert Calmette rédige des recommandations pour les autorités françaises, demandant l'évacuation des immeubles suspects.
Mi-octobre 1920, deux cas de peste se déclenchent dans un grand hôtel parisien, chez des employés travaillant souvent dans la cave. La nouvelle est étouffée pour ne pas nuire à l'entreprise. Dans le même temps, des cas sont déclarés à Villeneuve-la-Garenne, Aubervilliers et Montreuil ainsi que rue de Flandres à Paris.
Le 28 octobre 1920 les recommandations d'Albert Calmette sont adoptées par le conseil de Paris. Si un foyer est suspecté dans un immeuble, les habitants de celui-ci sont évacués et relogés dans des bâtiments militaires disponibles sur les fortifications ou dans d'autres baraquements. Ensuite les planchers de l'immeuble sont arrosés de cresyl, un désinfectant, les murs sont blanchis à la chaux. Si l'immeuble est en trop mauvais état pour être désinfecté, il doit être détruit.
Début novembre 1920, Joltrain découvre deux cas chez des frères enfants à Nanterre qui jouent dans une carrière où sont stockés des déchets de Puteaux et de Suresnes, attirant les rats. Un des enfants meurt.
Fin novembre, l'épidémie décroît chez les humains et continue chez les rats. Au total, la maladie fait 34 morts en 1920 et quelques victimes dans les années qui suivent. Les derniers cas sont en 1924, avec sept malades et deux décès.

### Audition du 2 décembre 1920 au Sénat
Le 2 décembre 1920, au Sénat, plusieurs sénateurs montent à la tribune pour accuser les « immigrés youddishs » d'être responsables de l'épidémie. Jean Bouveri décrit des juifs crasseux « bénéficiant de nos routes, de nos écoles construites au moyen des impôts payés par les Français ».
Adrien Gaudin de Villaine, le sénateur de la Manche, un anti-républicain connu pour son antisémitisme et proche de l'Action française née de l'affaire Dreyfus, harange ensuite le ministre de l'hygiène, de l'assistance et de la prévoyance sociales Jules-Louis Breton. Il critique d'abord le manque de couverture médiatique, dénonçant une « conspiration du silence ». Il discourt ensuite sur « le contact dégradant et périlleux de toute une invasion de métèques de deuxième zone, véhiculant avec eux le microbe anarchique ». Il conclut : « Il faut, comme nous l'avons dit, interdire les chambrées où vingt Israélites se communiquent leurs poux et leurs tares. Il faut établir un solide barrage aux frontières. Ce n’est tout de même pas à nous à faire preuve d'une charité criminelle… pour les Français ». 
Gaudin de Villaine accuse notamment l'importante communauté juive d'origine est-européenne située autour de la rue des Rosiers, affirmant qu'ils « ne se solidarisent même pas avec les israélites français. Ils se déclarent nettement juifs – comme religion et comme race », les accusant de propager la maladie mais aussi le bolchévisme, une accusation commune chez les tenants de la thèse du judéo-bolchevisme. Il affirme que les étrangers juifs et bolchéviques pervertissent les quartiers pauvres où vivent, avant tout, les chiffonniers accusés de répandre la maladie. Il avertit enfin que les Français « en ont assez d'être traités en outlaws dans leur propre patrie » et que les Juifs « pourraient bien, ici comme ailleurs, attirer sur eux de terribles représailles ».
Les sénateurs Dominique Delahaye et Louis Dausset demandent que l'on chasse « les indésirables ». Dausset parle d'une « invasion chronique d'étrangers », estimant que les Juifs d'orient sont un « peuple qui grouille dans Paris, ni pénétrable, ni assimilable ». Il mentionne que parmi les conseillers techniques du ministère « figurent, en bonne ligne, MM. Léon Bernard et Netter, qui sont comme par hasard leurs coreligionnaires. ».
Des députés de gauche décrient l'antisémitisme de ces propos tout en ramenant le discours vers le sujet de l'insalubrité et de l'hygiène sociale. Fernand Merlin, sénateur de gauche démocratique et médecin, nomme la peste dans ses discours et les détache du problème des « étrangers indésirables ». Le parlement français est cependant majoritairement à droite et la contestation est très faible.

## Analyse épidémiologique

### Démographie et géographie

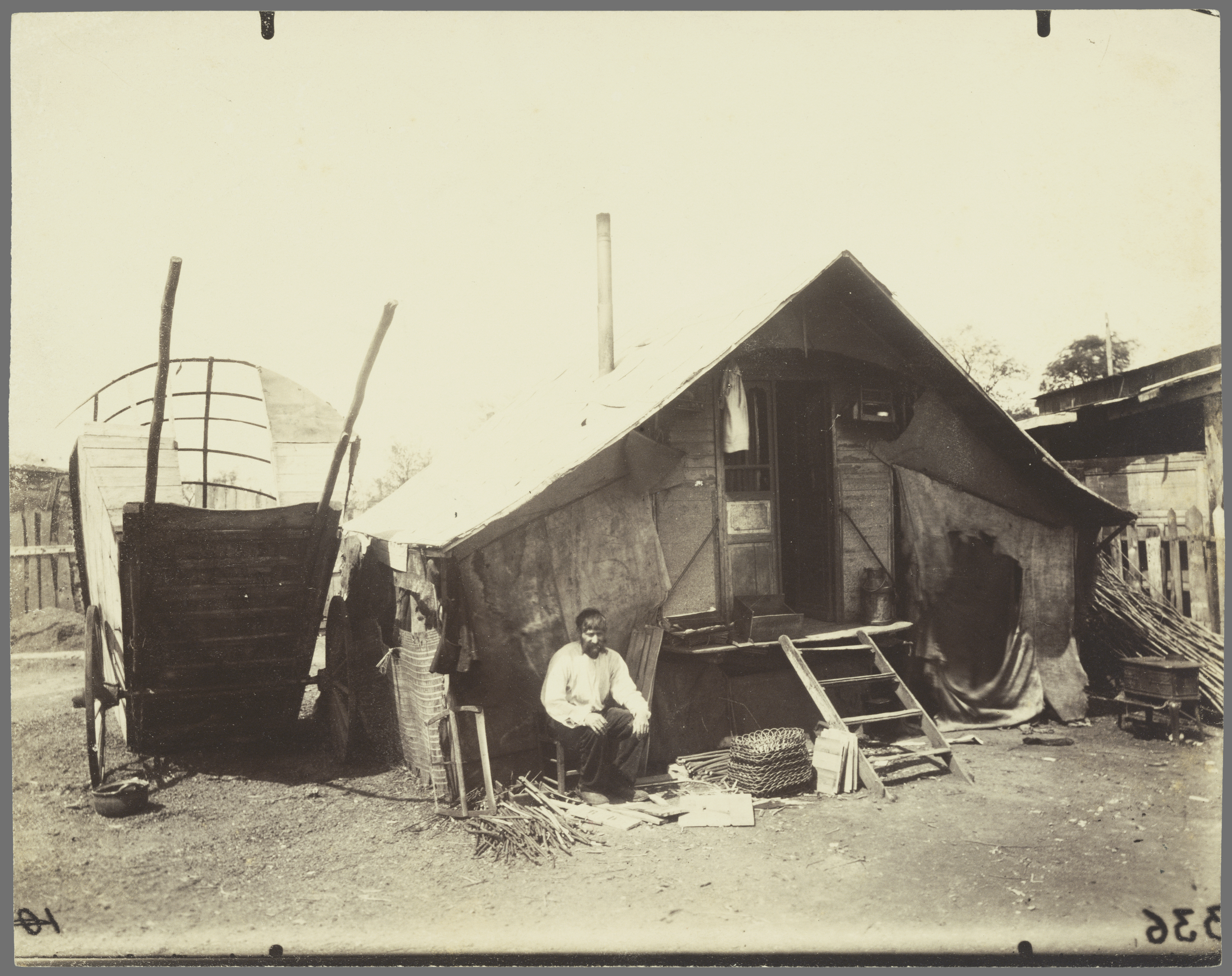
La pause du chiffonnier à son domicile parisien, porte d'Ivry en 1912. Photo d'Eugène Atget (1857-1927).

L'épidémie de 1920 touche surtout la bordure nord de Paris, puis la bordure est, avec quelques victimes dans le centre et le sud de Paris. Dans Paris intra muros on compte 51 cas. La peste en 1920 fait 166 malades déclarés, dont 92 cas confirmés et 34 morts.  
Les victimes appartiennent à des populations misérables, vivant dans la Zone dans des taudis entourés d'ordures. Les familles y vivent du commerce de vieux chiffons, d'où le nom de « peste des chiffonniers ». 

### Mode de transmission
Les riverains notent une nette augmentation de cadavres de rats, précédant la survenue des cas humains. À l'origine de ces cas, on retrouve deux types de circonstances : le contact avec un rat mort et les veillées funèbres autour des premières victimes.
Le mode de transmission exact de la peste des chiffonniers reste controversé. En 1921, Édouard Dujardin-Beaumetz de l'Institut Pasteur, qui se base sur les études bactériologiques et  entomologiques des rats de Paris, incrimine le rat et ses puces (Nosopsyllus fasciatus en majorité). Cependant, la même année, Édouard Joltrain attribue une part des contaminations familiales lors de veillée mortuaire, à des contacts interhumains par puce de l'homme Pulex irritans. 
En 1981, une étude incrimine à la fois la puce du rat et la puce de l'homme, voire de poux, pour concilier la présence de cadavres de rats, avec la théorie de Marcel Baltazard (possibilité de peste humaine sans rats, par puce de l'homme).
Selon Frédérique Audoin-Rouzeau, la responsabilité de la puce humaine Pulex irritans à Paris, lors de veillée mortuaire, est peu crédible. La faiblesse de l'épidémie de Paris s'explique pour elle par la seule responsabilité de Nosopsyllus fasciatus (puce du rat d'Europe). Les puces infectées sur cadavres de rats ne sont passés qu'occasionnellement sur l'homme, en préférant toujours un nouveau rat sain, le réservoir de rats résistants étant suffisamment vaste à Paris. 

### Vaccination
Émile Roux se déplace en personne pour encourager une campagne de vaccination. Les membres de l'institut Pasteur découvrent que le jour d'une mort, toute la population est prête à se faire vacciner. Le lendemain, systématiquement, les hommes invoquent des effets secondaires du vaccin contre la typhoïde et les femmes s'effacent, et seuls les enfants sont vaccinés. Joltrain écrit dans son rapport qu'en cas de nouvelle épidémie, la vaccination devrait être immédiatement rendue obligatoire.

### Assainissement
Les foyers suspects voient l'évacuation et l'assainissement ou la destruction de leur immeuble.

## Coupables désignés

### Disparition des chiffonniers

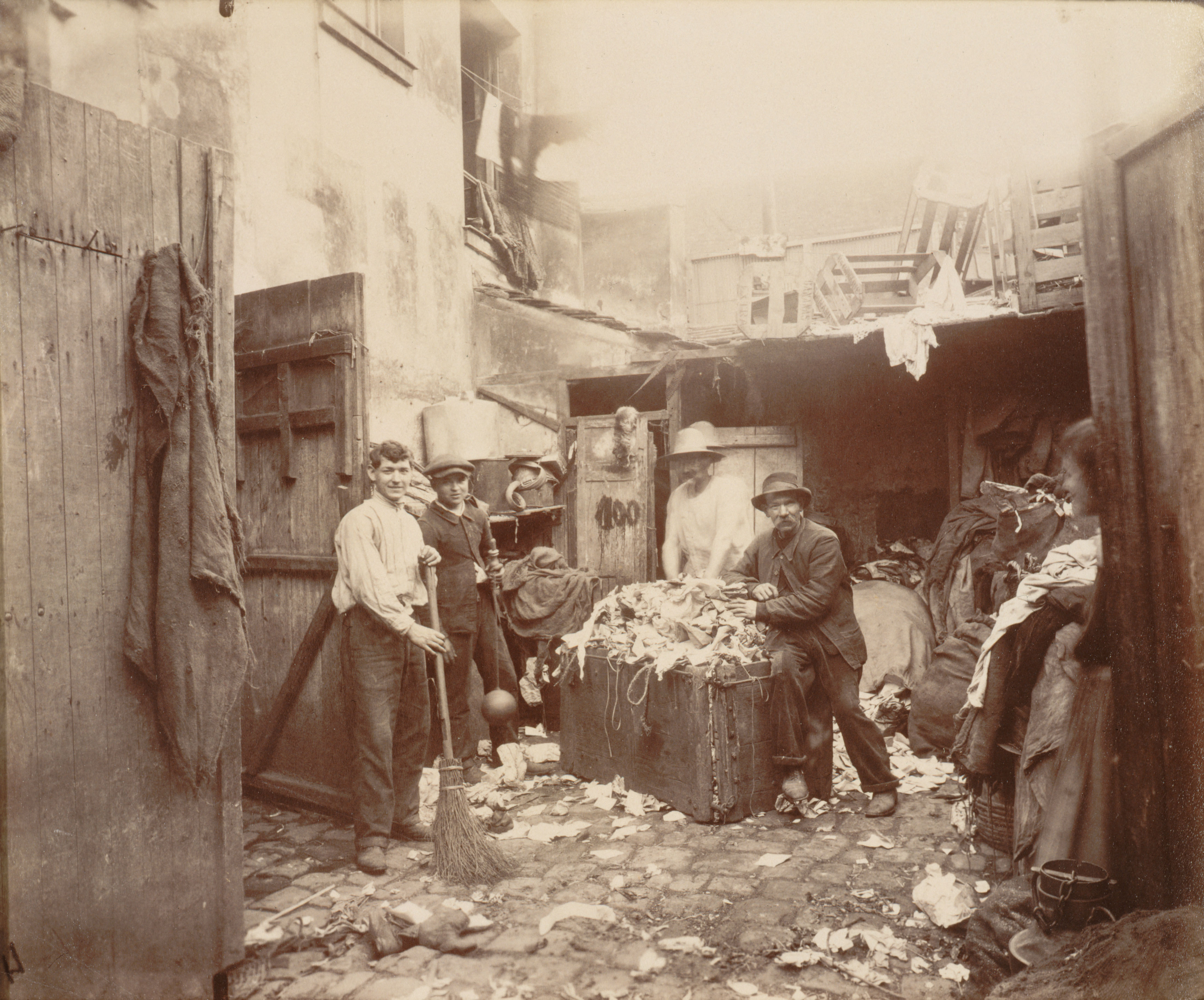
Chiffonniers à porte d'Asnières, cité Valmy.

Les chiffonniers sont des chômeurs ou ouvriers très mal payés qui font la collecte de chiffons et détritus sur la voie publique ou qui trient les marchandises dans les ateliers des patrons du commerce de chiffons. Ils effectuent le tri des objets récupérés chez eux, puis vendent la marchandise pour en tirer un salaire. 
En 1884, Eugène Poubelle rend la poubelle obligatoire à Paris, ce qui empêche donc de récupérer les déchets sur la voie publique. Les chiffonniers perdent encore des revenus, certains parvenant à s'entendre avec des concierges d'immeubles pour trier les déchets avant le passage des éboueurs. Dans les années qui suivent, le cours du chiffon baisse en raison de la découverte de la cellulose dans le bois. En 1920, 15 000 personnes vivent encore du chiffonnage.
Le Conseil de Paris, après l'épidémie de 1920, vote une subvention de 50 000 francs pour lutter contre la peste le 18 juillet 1921.
Il ramène à une demi-heure la durée autorisée entre la sortie des poubelles et le passage du tombereau. En parallèle, il accélère la construction d'habitations à bon marché dans la Zone, détruisant les bidonvilles. Les chiffonniers expropriés et privés de revenus se reconvertissent pour l'essentiel dans les industries automobile et du bâtiment. La conversion des chiffonniers en ouvriers est considérée comme positive pour leurs conditions financières, mais aussi pour ajouter un contrôle social sous une discipline d'entreprise. Enfin, le décret Poubelle du 25 novembre 1883 est réactivé, imposant de regrouper les ordures dans des récipients fermés par un couvercle.
Le dernier grand conflit entre la préfecture et les chiffonniers survient en 1945, quand un arrêté interdit de fouiller les poubelles et de chiffonner sur la voie publique. Après une intervention du syndicat des chiffonniers, l'arrêté est annulé et le chiffonnage est autorisé pour des porteurs de la carte professionnelle adéquate.

### Antisémitisme

#### Contexte
La peste fait partie de l'imaginaire antijuif depuis plusieurs siècles. Les juifs étaient déjà accusés d'empoisonner les eaux pendant la peste noire. Dès 1349, 2000 juifs sont brûlés vifs à Strasbourg, accusés de propager la peste malgré l'absence de cas de peste dans la ville.
Les quartiers touchés par l'épidémie comptent un nombre important de Juifs réfugiés en France après avoir fui des pogroms en Europe centrale et orientale.
Deux éditions françaises du pamphlet antisémite Les Protocoles des Sages de Sion paraissent en octobre et décembre 1920, publiées respectivement par Ernest Jouin et Urbain Gohier. Selon ce faux document, une des stratégies pour dominer le monde est l'inoculation de maladies aux non-Juifs.

#### Accusations du 2 décembre 1920
Le 2 décembre 1920, Adrien Gaudin de Villaine harangue le Sénat, accusant les Juifs réfugiés des pogroms d'Europe centrale et de l'Est de transmettre la peste et le judéo-bolchevisme dans les quartiers pauvres. D'autres prises de parole antisémites prennent place au Sénat et sont, pour certaines, relayées par la presse locale militante.  

#### Démentis
Le professeur Émile Roux, président de l'Institut Pasteur, et le ministre de l'hygiène Jules-Louis Breton publient des démentis pour réfuter la responsabilité des juifs dans l'épidémie. Roux indique qu'aucun Juif n'est atteint de la peste dans les cas identifiés, ce qui dément les propos antisémites tenus. Breton publie dans son démenti une explication de l'origine de la maladie par un bateau des Indes arrivant d'Angleterre pour apporter du charbon, navire qui transportait des rats malades, et ajoute que l'état sanitaire de Paris est très satisfaisant.

## Couverture médiatique

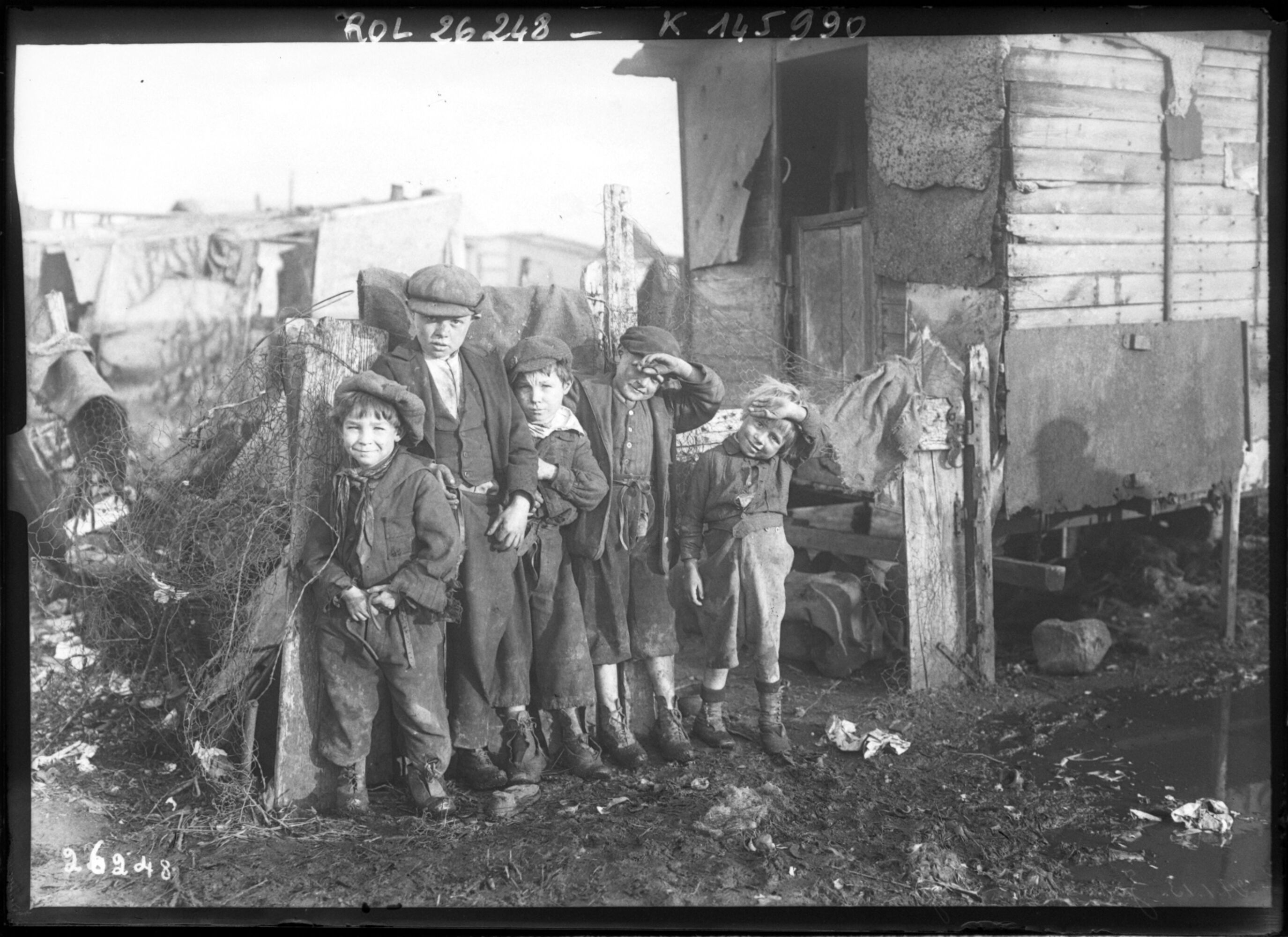
Les enfants de la Zone, (Ivry-sur-Seine 1913).

Le 18 août 1920, le quotidien La Lanterne confirme qu'il y a des cas de peste à Paris, sans recevoir de réponse officielle. Jusqu'à la fin du mois, les articles se multiplient dans la presse locale, notamment d'extrême-droite, mais ne reçoivent aucune réponse des autorités.
Un médecin de Pasteur confirme accidentellement l'information le premier septembre, ce qui est repris à la Une du journal Le Populaire. Dans Le Temps, le docteur Henri Bouquet se demande pourquoi la nouvelle est tenue secrète, estimant « qu’on ne voit pas bien des gens sensés émus à ce point par une maladie qui frappe dix personnes sur un total de quatre millions ».
La couverture médiatique reste plutôt sereine : Le Journal titre « la peste ne nous menace pas », L'homme libre affirme qu'il « ne semble pas que la population ait lieu de s'alarmer ».
Le 6 octobre 1920, le directeur du journal Le Rappel, Edmond du Mesnil, publie l'éditorial L'importation de la peste où il affirme que le « quartier est envahi par les hordes grouillantes des Juifs, Arméniens, Slovaques, aux lippes gluantes et aux nippes infectes où germent le typhus, le choléra et la peste ». Le même jour, dans L'Action française, Charles Maurras craint que « l'effroyable vermine des Juifs d'Orient apporte les poux, la peste, le typhus, en attendant la Révolution ».
Le 3 décembre 1920, L'Humanité raconte la session du sénat de la veille. Le journal affirme que le gouvernement tente de minimiser la gravité du mal mais qu'il a été contraint de révéler qu'il s'agissait de la peste la veille. Mi-janvier 1921, José Germain écrit dans Le Matin une campagne contre les étrangers du quartier Saint-Paul.
Le 24 décembre 1920, La Tribune juive publie un éditorial après la publication des démentis officiels, regrettant que « les antisémites n'auront pas le courage d'avouer leur erreur et de cesser de faire campagne contre les Juifs malades de la peste ».
L'épidémie reste un fait divers sans réactions particulières du grand public, en dehors de rumeurs et d'une couverture dans les journaux locaux radicaux. Le peu d'écho de l'épidémie s'explique par le faible nombre de morts par rapport à la grippe espagnole survenue l'année précédente, par sa courte durée, et par le contexte politique très agité la faisant passer au second plan.

## Conséquences de l'épidémie à Paris

### Hygiène publique à Paris
L'épidémie est rapidement enrayée par une campagne de vaccination, des mesures de désinsectisation et de dératisation, et à l'immunité naturelle des rats de l'époque.
Plus de 7000 rats sont examinés. En 1921, 1 rat sur 200 est en moyenne infecté, et 1 sur 300 en 1922, ce qui indique une faiblesse de l'épizootie,. L'évènement a été l'occasion pour Édouard Joltrain de créer le « Laboratoire du Rat de la Préfecture de Police » pour une surveillance bactériologique permanente des rats de Paris. Ce laboratoire est installé sur les quais de la Seine et teste en masse les rats capturés dans Paris : si l'un d'eux est positif, alors une campagne de vaccination est menée dans les environs de l'endroit où il a été capturé. Les premières années, el laboratoire reçoit environ 500 appels par an, puis le rythme arrive jusqu'à 3000 enquêtes par an dans les années 1930 pour un pic de plus de 9000 en 1964.
Les agents de la ville apprennent à ne pas manipuler les cadavres de rats sans gants et à les arroser de pétrole avant de les brûler et de les enfouir pour s'assurer d'avoir détruit leurs puces. Les médecins mettent des nasses dans les endroits suspects. Les rats piégés sont destinés aux laboratoires, mais certains rats sont volés et vendus à des ratodromes (combat d'un chien et de rats).
Pour combattre les rats, la municipalité instaure une chasse aux rats avec une prime de 25 centimes par queue de rat. Cette mesure a deux effets négatifs. Le premier est que certaines personnes se mettent à élever des rats, soit pour toucher la prime, soit pour alimenter des ratodromes. De plus, les Parisiens chassant les rats sont mis en contact direct avec les maladies que ces derniers portent, dont la peste et la spirochétose. La prime est donc supprimée en 1922.

### Construction d'habitations à bon marché

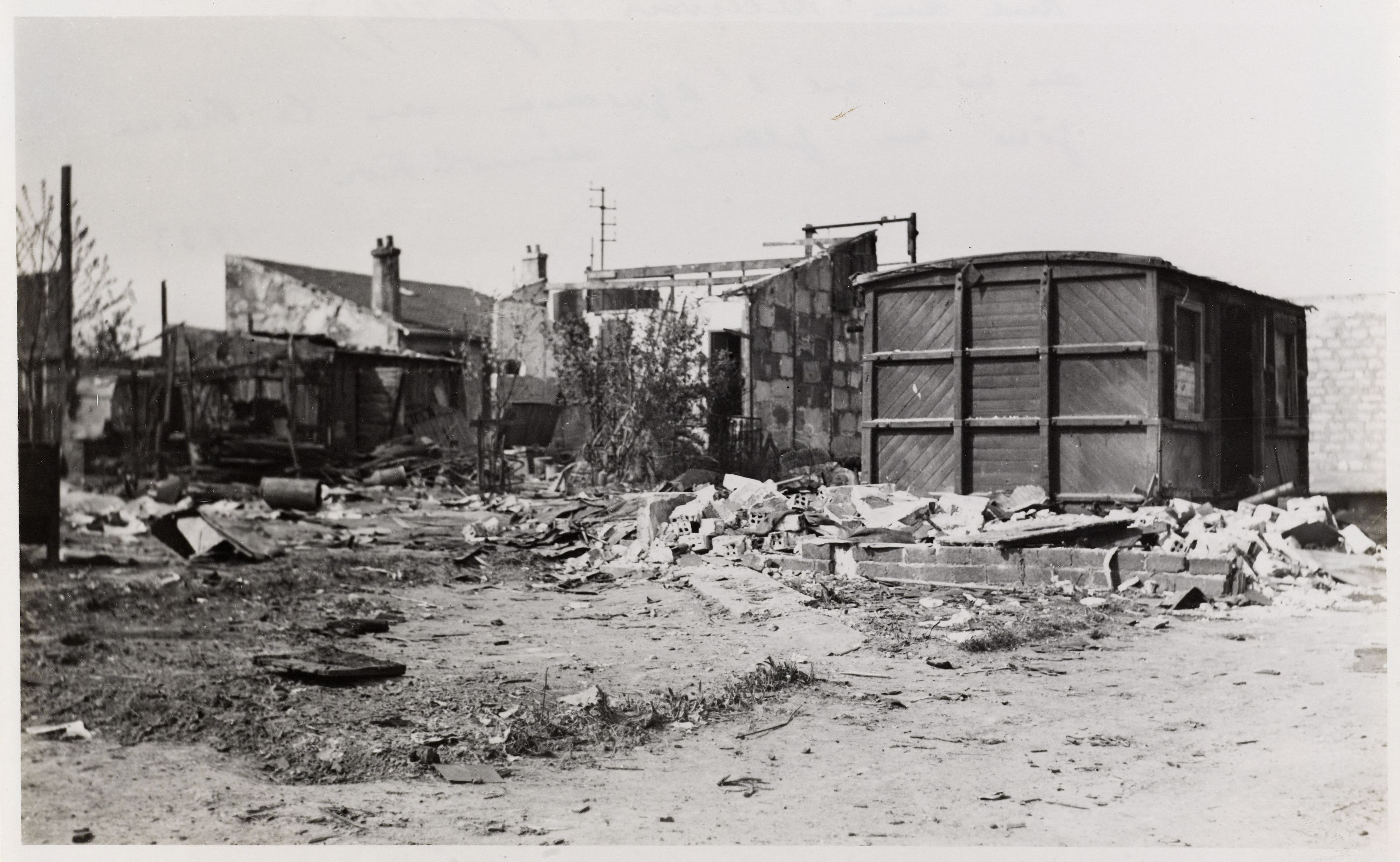
Vue de l'ancienne zone des fortifications en pleine démolition, Gentilly.

Dès l'épidémie de choléra de 1832, les hygiénistes parlent de l'importance de logements sains pour combattres les maladies à Paris. Ils critiquent la faible circulation de l'air, le mauvais ensoleillement qui peut favoriser la tuberculose, mais aussi le surpeuplement et le manque d'équipements sanitaires.
Le conseil municipal délimite six îlots en 1905, puis onze autres dans les années qui suivent. Après la Premmière guerre mondiale, dix-sept îlots insalubres sont donc identifiés, sans action précise envisagée. Le premier îlot est détruit en 1923, dans le nord du dix-huitième arrondissement, après une proprisation de sa destruction en raison des nombreux cas de peste qui y ont été identifiés l'année précédente. Les fortifications sont détruites, emportant la Zone avec elles, et sont remplacées par des habitations à bon marché tout au long des années 1920. La construction fournit un travail aux chiffonniers privés de leur métier, tout en les expropriant.